# Marlon Martínez
Marlon O. Martínez Vázquez (San Felipe de Puerto Plata, 17 gennaio 1979) è un ex cestista dominicano.

## Carriera
Con la Rep. Dominicana ha disputato due edizioni dei Campionati americani (2005, 2009).